# Jean Kleyn
Jean Kleyn (Johannesburg, 26 agosto 1993) è un rugbista a 15 sudafricano, che gioca seconda linea nel Munster. Dal 2023 rappresenta il Sudafrica con cui ha vinto la Coppa del Mondo di rugby 2023.

## Biografia
Nativo di Johannesburg, Kleyn si spostò a Città del Capo per studiare ingegneria meccanica presso l'Università di Stellenbosch. Le sue prestazioni con le selezioni rugbistiche universitarie gli valsero la chiamata da parte dell'accademia giovanile di Western Province dove entrò nel 2012. Pur non avendo ancora giocato con la formazione provinciale, fu aggregato alla squadra degli Stormers per disputare il Super Rugby 2014, torneo in cui fece il suo debutto professionistico contro i Bulls. Nello stesso anno esordì anche con Western Province aggiudicandosi la Currie Cup 2014. Dopo altre due stagioni di Super Rugby ed una di Currie Cup, si trasferì in Irlanda al Munster nel giugno 2016. Esordì con la franchigia irlandese nella prima giornata del Pro12 2016-2017, competizione di cui raggiunse la finale venendo sconfitto dagli Scarlets; nella stessa annata, scese per la prima volta in campo anche nelle coppe europee. Arrivò una seconda volta in finale nel Pro14 2020-2021, ma anche questa volta perse contro il Leinster. Nella stagione successiva ottenne la centesima presenza in tutte le competizioni con Munster e fu nominato nel dream team dello United Rugby Championship 2021-2022. Vinse il suo primo titolo con la squadra irlandese conquistando lo United Rugby Championship 2022-2023.
A livello internazionale, Kleyn divenne eleggibile a rappresentare l'Irlanda nel 2019 grazie ai tre anni di residenza nel paese. Il commissario tecnico della nazionale irlandese Joe Schmidt ne approfittò per inserirlo nella squadra allargata per preparare la Coppa del Mondo di rugby 2019 e lo fece debuttare nel test-match contro l'Italia dell'agosto dello stesso anno. Dopo essere sceso in campo da titolare anche contro Inghilterra e Galles, fu incluso nei convocati per il mondiale, dove giocò le partite della fase a gironi contro Russia e Samoa. Quest'ultima fu la sua ultima apparizione con la maglia irlandese. Grazie ad un cambiamento in vigore dal 2022 nel regolamento di World Rugby che permette ai giocatori che non abbiamo ottenuto presenze nella loro nazionale negli ultimi tre anni di cambiare nazionalità sportiva una sola volta per rappresentare la patria dei famigliari (genitori o nonni), Kleyn tornò ad essere eleggibile per il Sudafrica. Fu così convocato negli Springboks per il The Rugby Championship 2023, dove fece il suo esordio alla prima giornata contro l'Argentina. Dopo un ulteriore incontro con i Pumas fu incluso nella squadra sudafricana per disputare la Coppa del Mondo di rugby 2023

## Palmarès
- Coppe del mondo: 1
Sudafrica: 2023
- United Rugby Championship: 1
Munster: 2022-23
- Currie Cup: 1
Western Province: 2014